# Нуреддін Тарраф
Нуреддін Тарраф (араб. نور الدين طراف; 3 квітня 1910 — 23 травня 1995) – єгипетський політичний діяч, голова Виконавчої ради Південного регіону Об'єднаної Арабської Республіки.